# OLX
OLX est une entreprise Internet basée à New York et Buenos Aires, possédant des bureaux à Moscou, Delhi, Poznań et Pékin. Le site web OLX héberge des petites annonces, publiées  gratuitement par les utilisateurs partout dans le monde.
La société a été fondée en mars 2006 par deux entrepreneurs d’Internet, Fabrice Grinda et Alejandro Oxenford. Fabrice a été fondateur de  Zingy, société globale de  sonneries pour téléphones portables, vendue à  For-Side pour 80 millions de dollars en mai 2004,. Alec avait lancé DeRemate, leader entre sites de ventes aux enchères en ligne en Amérique latine.  DeRemate a été vendu à  MercadoLibre.com, un affilié d’eBay, en novembre 2005.

## Implantation géographique
État pour janvier 2009, OLX est disponible dans 84 pays et 36 langues.
Pays : Afrique du sud, Algérie, Allemagne, Argentine, Aruba, Australie, Autriche, Bahamas, Belgique, Belize, Biélorussie, Bolivie, Brésil, Bulgarie, Canada, Chili, Chine, Colombie, Corée du Sud, Costa Rica, Croatie, Danemark, Dominique, Émirats arabes unis, Équateur, Espagne, Estonie, États-Unis, Fédération russe, Finlande, France, Grèce, Grenade, Guatemala, Haïti, Honduras, Hong Kong, Hongrie, Îles Turks et Caïques, Inde, Indonésie, Irlande, Israël, Italie, Jamaïque, Japon, Jordanie, Kazakhstan, Lettonie, Liechtenstein, Lituanie, Luxembourg, Malaisie, Maroc, Mexique, Monaco, Nicaragua, Norvège, Nouvelle-Zélande, Pakistan, Panama, Paraguay, Pays-Bas, Pérou, Philippines, Pologne, Porto Rico, Portugal, République de Serbie, République dominicaine, République tchèque, Roumanie, Royaume-Uni, Singapour, Slovaquie, Slovénie, Suède, Suisse, Taïwan, Thaïlande, Trinidad-et-Tobago, Tunisie, Turquie, Ukraine, Uruguay, Venezuela, Viêt Nam
Langues : catalan, chinois (traditionnel), chinois (simplifié), néerlandais, anglais, bulgare, croate, tchèque, danois, estonien, français, allemand, grec, hindi, hongrois, indonésien, Italien, Japonais, Coréen, Letton, lituanien, Norvégien, Polonais, Portugais, Roumain, Russe, serbe, Slovaque, slovène, espagnol, suédois, tagalog, thaïlandais, turc, ukrainien, vietnamien.

## Fonctions
Les fonctions d’OLX
- Possibilité de construire des annonces en HTML.
- Contrôle centralisé sur les ventes, achats et autres activités.
- Contrôle anti-spam.
- Possibilité de promouvoir les annonces sur d’autres sites web, comme Facebook, Friendster etc.
- Possibilité de discuter avec d’autres utilisateurs.
- Possibilité de trouver des annonces tout près de chez soi.
- Accès mobile au site.
- Disponibilité multilingue.